# Хрустан
Хруста́н, или глу́пая ржа́нка, или глупая сивка (лат. Eudromias morinellus) — вид птиц семейства ржанковых. Гнездится в Евразии в зоне возвышенной каменистой тундры к востоку от Норвегии, а также местами в альпийском поясе горных районов. Зимует в узкой полосе полупустынь в Северной Африке и на Ближнем Востоке от Марокко до Ирака. Питается насекомыми и другими беспозвоночными, главным образом жуками, мухами, червями и улитками. По сравнению с другими ржанками менее пуглива и подпускает человека на близкое расстояние, за что среди местного населения получила прозвище «глупая ржанка» или «глупая сивка».

## Описание

### Внешний вид
Несколько мельче золотистой ржанки, по сравнению с ней имеет более плотное телосложение, короткую шею и короткий клюв. Длина 20—22 см, размах крыльев 57—64 см, масса 75—150 г. Птицу несложно определить по деталям оперения, не встречаемым у других куликов, прежде всего по широким белым надбровным дугам, сходящимся на затылке в виде латинской буквы V и белой с чёрным полосе на груди, а в полёте по отсутствию светлых пятен («зеркал») на крыле. Различие полов незначительно — в среднем самцы немного меньше размером и окрашены в менее насыщенные тона.
Весенне-летний наряд более яркий и контрастный. В этот период верх головы черновато-бурый с белыми пестринами, горло беловатое, грудь, спина и верхняя часть крыла дымчато-бурые с охристым рисунком вершинных каёмок, испод крыла светлый, брюхо рыжее с большим чёрным пятном посередине, подхвостье белое. Осенью и зимой окраска более тусклая с преобладанием защитных буровато-серых тонов — характерный для гнездового периода яркий рыжий с чёрным низ становится невзрачно серым, сохраняя лёгкий охристый оттенок по бокам, полоса на груди теряет чёткие очертания, бровь приобретает желтоватые оттенки. По общему характеру оперения хрустан становится больше похожим на золотистую или бурокрылую ржанок, всё же отличаясь от них рисунком из светлых полос на голове и груди. Молодые птицы похожи на взрослых в зимнем пере, однако ещё более блеклые — чёрно-бурый верх с рыжеватыми каёмками перьев сочетается с грязноватым, серовато-бурым низом.

### Голос
Обычно молчаливая птица. На пролёте, особенно во время взлёта, издаёт мягкую негромкую трель с понижением тона. Песня самки — повторяющийся короткий свист «пит-пит-пит», обычно издаваемый со скоростью два раза в секунду и отдалённо напоминающий звуки радиосигнала. При общении издаёт короткие свисты, что-то вроде «квип-квип».

## Распространение

### Ареал
Гнездовой ареал разобщён и состоит из нескольких, расположенных на значительном расстоянии друг от друга участков арктической и горной тундры. На севере Европы гнездится в Шотландии, в горах северной Скандинавии, на Кольском полуострове (побережье Баренцева моря от государственной границы до устья Поноя, Мончетундра, Хибины, вероятно, Лапландский заповедник) и в южной части Новой Земли. В верхнем поясе Урала селится севернее хребтов Иремель и Ямантау, где местами обычен. В полосе тундры в промежутке между долинами Оби и Лены либо отсутствует вовсе, либо встречается очень редко — данные о гнездовьях из этих районов незначительны и зачастую противоречивы.
Ещё одна область распространения начинается восточнее Лены и охватывает большую территорию на восток до Анадыря, на юго-восток до Верхоянского хребта и среднего течения Колымы. Кроме того, изолированные участки имеются на Чукотском полуострове, Таймыре и возможно некоторых Новосибирский островах. На юге обширный гнездовой участок имеется на Алтае и прилегающих горных массивах к востоку от него — Западном Саяне, горах Танну-Ола, Хамар-Дабане, Тункинских Гольцах, Монгольском Алтае, Хангае, Тарбагатае, Сауре и плато Сайлюгем.
Мозаичные участки также известны в некоторых горных системах Центральной Европы, например в Альпах. Периодически появляются сообщения о наблюдении выводков хрустана в Вогезах, Высоких Татрах и массиве Крконоше, однако точно неизвестно, гнездятся ли там птицы постоянно или нет. Остаётся неопределённым статус гнездовий в Пиренеях и Карпатах, а также в некоторых районах на севере Греции. Достоверно известно, что с 1961 по 1969 год хрустаны гнездились в абсолютно нетипичном для них ландшафте — в польдере в районе искусственного озера Эйсселмер в Нидерландах. Это место не только находится в густонаселённом районе, но также используется в сельском хозяйстве.

### Местообитания

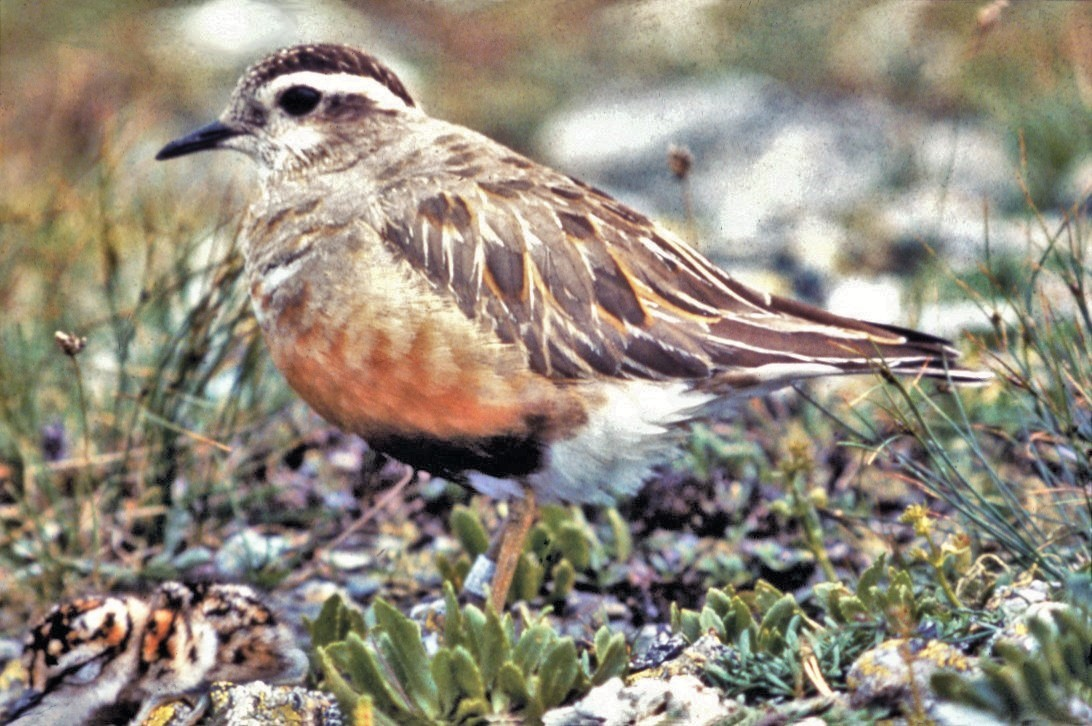
Самец с птенцами

В равнинной тундре селится на сухих каменистых возвышенностях, поросших редким лишайником, мхом и низкорастущей травой. В горной местности отдаёт предпочтение участкам с ровным ландшафтом из каменных плит и мелкого щебня выше границы леса, также со скудной растительностью. Именно относительная редкость и разбросанность подобных условий обитания объясняет разорванность и фрагментарность ареала. В горах Центральной Азии гнездится на высоте до 3500 м над уровнем моря, в Европе в швейцарских Альпах до 2600 м над уровнем моря, в австрийских Альпах до примерно 2200 м над уровнем моря.

### Миграции
Типично перелётная птица. Несмотря на очень большой и разобщённый гнездовой ареал, места зимовок занимают относительно небольшую область полупустынь в Северной Африке и Месопотамии. Большинство птиц из европейских популяций зимует на северо-западе африканского континента — в Атласских горах, горных плато и прибрежных районах Алжира и Туниса, в Киренаике. Азиатские популяции перемещаются на Синайский полуостров, Ирак и Иран.
Летят широким фронтом, как правило небольшими группами по 3—6 (реже 20—30) птиц, при этом используют постоянные маршруты и остановки на период линьки. Например, традиционными местами отдыха пролетающих птиц считаются площадка Cassonsgrat в швейцарских Альпах, перевал Chasseral в горном массиве Юра и некоторые районы Прикаспийской низменности. Места отдыха всегда связаны с оголёнными участками суши в сочетании с бедной низкорастущей растительностью: бесплодные глинистые участки степи, вересковые пустоши, пашни и земли под паром. Часть птиц, особенно из европейских популяций, остановок не делает. Гнездящиеся на Дальнем Востоке хрустаны во время миграции преодолевают до 10 тыс. км к местам зимовок и обратно.
Осенний отлёт в августе — сентябре. Этому обычно предшествуют кочёвки птиц в тундре за пределами гнездового ареала, начиная с конца июля. Первыми покидают гнёзда самки, а спустя полторы недели и самцы с молодняком. Весенняя миграция раньше других куликов, начинается приблизительно с середины февраля до середины марта, а начиная с конца апреля токующие птицы занимают гнездовые участки. На севере Сибири птицы появляются значительно позже: так, в районе Пуринских озёр на западе Таймыра птицы прибывают только в первой половине июня. На пролёте стайки хрустана можно встретить в России почти на любом подходящем ландшафте, в том числе и в районах интенсивного земледелия.

## Размножение

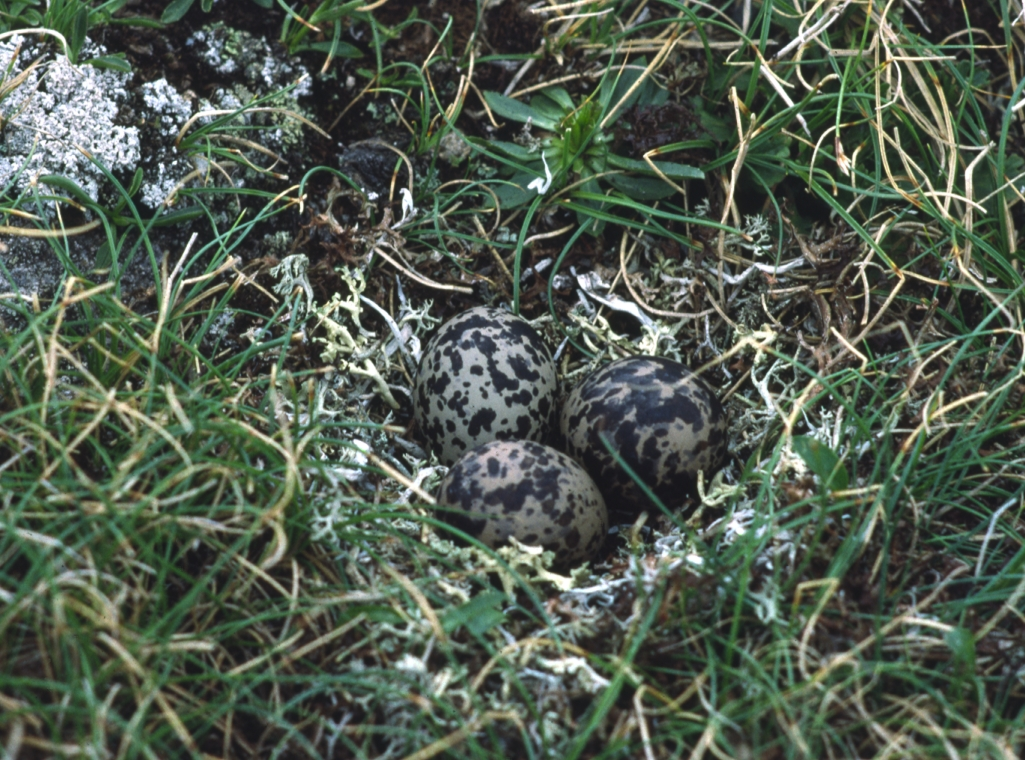
Кладка

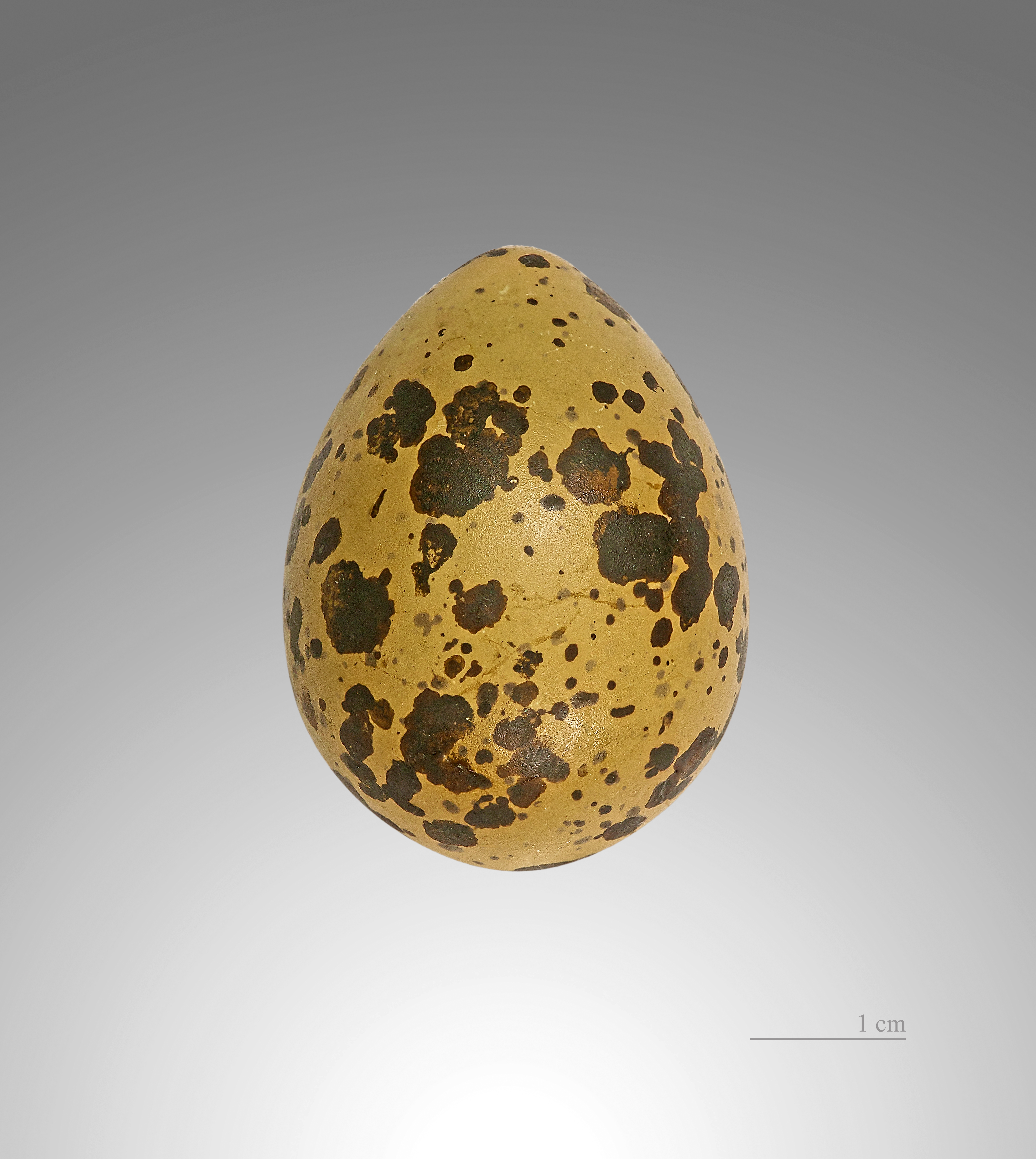
Charadrius morinellus

К местам гнездовий птицы прибывают небольшими стайками, когда в тундре только начинается весна и большая часть суши покрыта снегом. Образование пар в большинстве случаев происходит уже на местах вскоре после прилёта, хотя в наиболее отдалённых северных популяциях они могут сформироваться ещё на пролёте. При ухаживании характерен обмен ролями — наиболее активную, токующую роль играет не самец, как у большинства птиц, а самка. В брачный период она своим демонстративным поведением старается привлечь к себе внимание самца — делает затяжные перелёты на высоте 100—300 м, свистит, на земле периодически наклоняет голову и хлопает крыльями. Если самец не отвечает, самка возвращается обратно в основную группу. Нередко одного самца сопровождает сразу несколько токующих самок, между которыми возможны мелкие конфликты. Стайка часто перемещается с места на место, а её состав постоянно меняется. Среди хрустанов известны случаи очень редко встречаемой в природе последовательной полиандрии, когда самка за один сезон сожительствует с несколькими самцами.

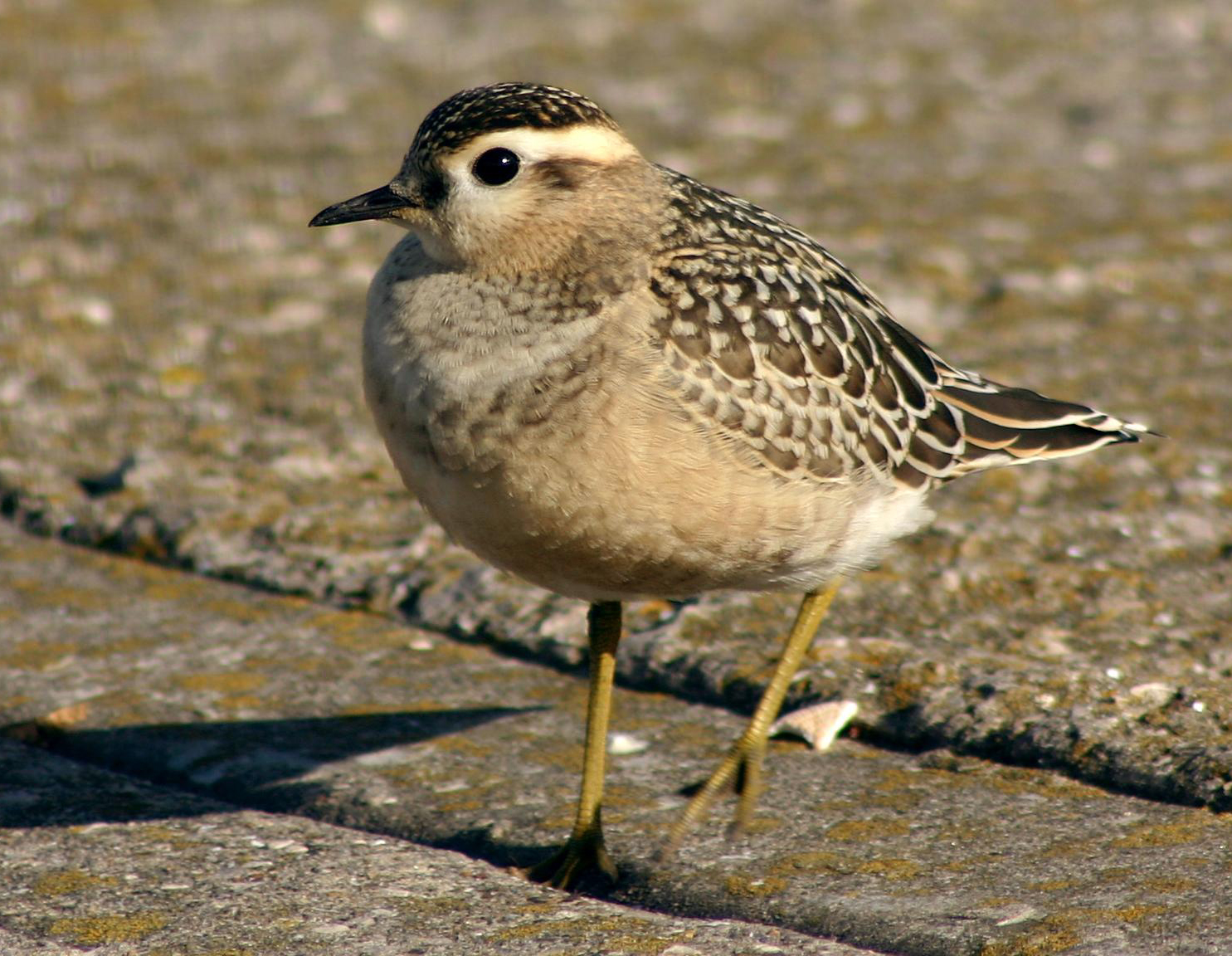
Молодая особь

Сформировавшаяся пара отделяется от основной группы и выбирает свой индивидуальный гнездовой участок, который впоследствии охраняет от других птиц. В местах, где условия ограничены, может гнездиться небольшими группами по 2—5 пар. Гнездо обычно расположено на ровной сухой возвышенности и представляет собой небольшое углубление в грунте, скудно выложенное близлежащим растительным материалом — травинками либо кусочками лишайника. Расстояние между двумя соседними гнёздами обычно составляет от 200 м до нескольких километров.
В кладке от 2-х до 4-х (как правило, 3) довольно крупных пятнистых яиц, своей округлой формой больше похожих на яйца крачек, нежели чем на яйца куликов. Общий фон яиц от оливкового до светло-глинистого либо голубоватого, пятна крупные, тёмно-бурые или чёрные. Размеры яиц (36—47) х (26—31) мм. Как правило, в течение 36 часов после откладывания последнего яйца в гнезде остаётся один самец, который полностью и до конца берёт на себя ответственность за воспитание потомства. Самка чаще всего находится поблизости, охраняя территорию, но может оставить гнездо и образовать новую пару с другим самцом. Период инкубации 23 — 29 дней, самец сидит очень плотно и не покидает гнездо, даже если подойти к нему на близкое расстояние. Появившиеся на свет птенцы вскоре навсегда покидают гнездо и удаляются вслед за самцом. Для них это достаточно сложная задача, особенно для вылупившихся в последнюю очередь и ещё не успевших обсохнуть. В результате нередко часть потомства погибает. За первые сутки выводок успевает преодолеть около 50 м, а через трое удаляется на расстояние до 700 м, при этом двигаясь по сильно пересечённой местности. Способность к полёту появляется у птенцов в возрасте 4-х недель.

## Питание
Питается преимущественно насекомыми (но не только), при этом выбирает добычу размером от комара до сверчка и крупных видов шмелей. Особое предпочтение отдаёт взрослым жукам с жёстким хитиновым покровом, таким как долгоносикам и жужелицам, а также личинкам щелкунов. Существенную долю в рационе составляют кузнечики, бабочки и черви. Ловит муравьёв, пауков и уховёрток. На зимовках иногда употребляет в пищу различные виды мелких улиток. В небольших количествах питается кормами растительного происхождения — ягодами, семенами, листьями и цветками, в частности зеленью камнеломки или ягодами водяники.
Охотится на поверхности земли, высматривая добычу издалека и хватая её после короткого перелёта. В желудках птиц часто находят мелкие камушки, которые птицы глотают специально для улучшения перемалывания пищи.